# Skoki z klifów na Mistrzostwach Świata w Pływaniu 2015

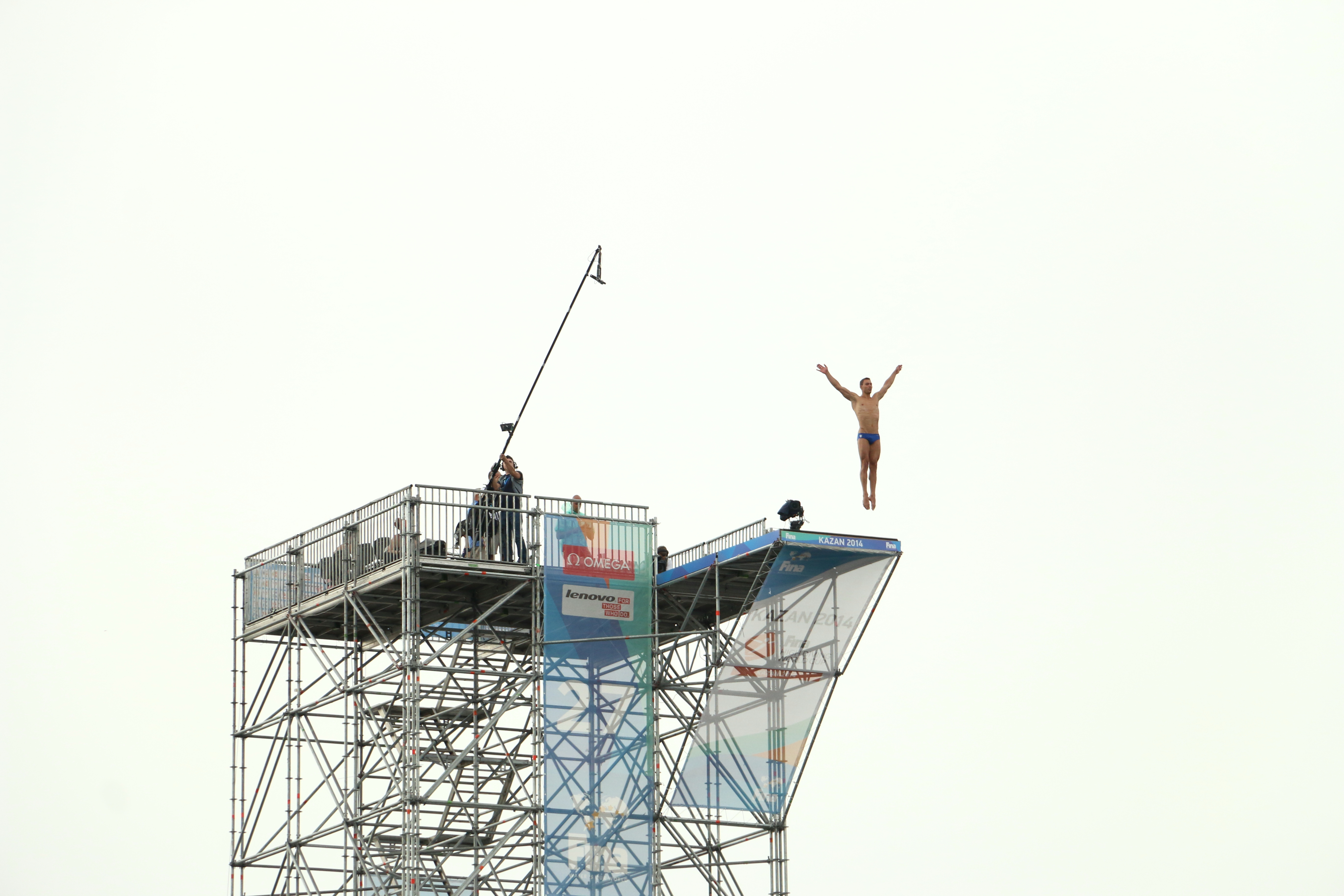
Konkurs mężczyzn

Zawody w skokach z klifów na 16. Mistrzostwach Świata w Pływaniu rozegrano w dniach 3–5 sierpnia 2015 r. na rzece Kazanka. Rozegrano 2 konkurencje. Największą liczbę medali oraz pierwsze miejsce w klasyfikacji medalowej zdobyli reprezentanci Stanów Zjednoczonych.

## Program
Źródło:
| Data       | Godzina | Konkurencja           |
| ---------- | ------- | --------------------- |
| 3 sierpnia | 14:00   | Mężczyźni – rundy 1-3 |
| 4 sierpnia | 14:00   | Kobiety – rundy 1-3   |
| 5 sierpnia | 14:00   | Mężczyźni – rundy 4-6 |

## Medaliści
Źródło:
| Konkurencja           | 1. miejsce       | 1. miejsce | 2. miejsce       | 2. miejsce | 3. miejsce      | 3. miejsce |
| Konkurencja           | Zawodnik         | Wynik      | Zawodnik         | Wynik      | Zawodnik        | Wynik      |
| Mężczyźni (szczegóły) | Gary Hunt        | 629,30 CR  | Jonathan Paredes | 596,95     | Artem Silczenko | 593,95     |
| Kobiety (szczegóły)   | Rachelle Simpson | 258,70     | Cesilie Carlton  | 237,35     | Jana Nesciarawa | 233,10     |

## Klasyfikacja medalowa
Źródło:
| Miejsce | Państwo           | Złoto | Srebro | Brąz | Razem |
| ------- | ----------------- | ----- | ------ | ---- | ----- |
| 1.      | Stany Zjednoczone | 1     | 1      | 0    | 2     |
| 2.      | Wielka Brytania   | 1     | 0      | 0    | 1     |
| 3.      | Meksyk            | 0     | 1      | 0    | 1     |
| 4.      | Białoruś          | 0     | 0      | 1    | 1     |
| 4.      | Rosja             | 0     | 0      | 1    | 1     |